# Incerticyclus cinereus
Incerticyclus cinereus је пуж из реда Architaenioglossa и фамилије Neocyclotidae.

## Угроженост
Ова врста је изумрла, што значи да нису познати живи примерци.

## Распрострањење
Ареал врсте је био ограничен на острво Мартиник.